# الورشة (الرضمة)

تعديل مصدري - تعديل

الورشة محلة تابعة لقرية القوفعة، التابعة لعزلة شيزر بمديرية الرضمة إحدى مديريات محافظة إب في الجمهورية اليمنية.، بلغ تعداد سكانها 50 حسب تعداد اليمن لعام 2004.